# Familjen Bellelli
Familjen Bellelli (franska: La famille Bellelli, Portrait de famille) är en oljemålning av den franske konstnären Edgar Degas. Den målades 1858–1867. Målningen kom i franska statens ägo 1918 och ingår sedan 1985 i Musée d'Orsays samlingar i Paris. 
Målningen är ett av Degas första mästerverk. Som en del av sin utbildning uppehöll sig Degas 1856–1859 i Italien där han även hälsade på släktingar. De avbildade är konstnärens faster Laura de Gas, hennes man Gennaro Bellelli samt parets två döttrar Giovanna (till vänster) och Giulia (10 och 7 år gamla). Gennaro Bellelli (1812–1864) var baron och en italiensk patriot. På grund av sina politiska ställningstaganden hade han tvingats lämna Neapel och var vid tidpunkten bosatt i Florens. Målningen visar en familj i sorg, Lauras far Hilaire De Gas – tillika konstnärens farfar – hade just dött. Relationen mellan de gifta var kylig och distanserad, vilket också antyds i målningens komposition där Gennaro sitter för sig själv.
Degas tog med sig skisser hem till Paris där han i många år arbetade med den stora tavlan. Sannolikt var den inte klar förrän 1867, samma år som den ställdes ut på Parissalongen.